# Parlamentsvalget i Tjekkiet 2010
Parlamentsvalget i Tjekkiet 2010 blev afholdt 28. – 29. maj 2010. Valget var forventet at skulle finde sted i slutningen af 2009 (oprindeligt fastsat til 9. – 10. oktober). Der skulle vælges 200 medlemmer til Tjekkiets deputeretkammer. 
Det Tjekkiske Socialdemokratiske Parti (ČSSD) mistede opbakning under valget, men modtog alligevel det højeste antal stemmer. De konservative partier Občanská demokratická strana (ODS) og TOP 09 fulgte efter på anden og tredjepladsen, mens Kommunistpartiet endte på en fjerdeplads. 

## Resultater
| Parties and coalitions              | Parties and coalitions                                        | Parties and coalitions                                        | Votes     | %      | Seats | Change |
| ----------------------------------- | ------------------------------------------------------------- | ------------------------------------------------------------- | --------- | ------ | ----- | ------ |
|                                     | Česká strana sociálně demokratická                            | Česká strana sociálně demokratická                            | 1,155,267 | 22.08  | 56    | −18    |
|                                     | Občanská demokratická strana                                  | Občanská demokratická strana                                  | 1,057,792 | 20.22  | 53    | −28    |
|                                     | TOP 09                                                        | TOP 09                                                        | 873,833   | 16.70  | 41    | *      |
|                                     | Komunistická strana Čech a Moravy                             | Komunistická strana Čech a Moravy                             | 589,765   | 11.27  | 26    | ±0     |
|                                     | Věci veřejné                                                  | Věci veřejné                                                  | 569,127   | 10.88  | 24    | *      |
|                                     | Křesťanská a demokratická unie – Československá strana lidová | Křesťanská a demokratická unie – Československá strana lidová | 229,717   | 4.39   | 0     | −13    |
|                                     | Strana Práv Občanů – Zemanovci                                | Strana Práv Občanů – Zemanovci                                | 226,527   | 4.33   | 0     | *      |
|                                     | Suverenita - blok Jany Bobošíkové, strana zdravého rozumu     | Suverenita - blok Jany Bobošíkové, strana zdravého rozumu     | 192,145   | 3.67   | 0     | *      |
|                                     | Strana zelených                                               | Strana zelených                                               | 127 831   | 2.44   | 0     | −6     |
|                                     | Andre                                                         | Andre                                                         | 208,885   | 3.91   | 0     | —      |
| Total (Valgdeltagelse 62.60%)       | Total (Valgdeltagelse 62.60%)                                 | Total (Valgdeltagelse 62.60%)                                 | 5,230,859 | 100.00 | 200   | –      |
| * Har ikke tidligere stillet op     |                                                               |                                                               |           |        |       |        |
| Kilde: Tjekkiets statistiske kontor |                                                               |                                                               |           |        |       |        |